# Урицкий район (Орловская область)
Урицкий район — административно-территориальная единица (район) и муниципальное образование (муниципальный район) в Орловской области России.
Административный центр — посёлок городского типа Нарышкино.

## География
Район расположен в западной части Орловской области. Площадь 838,38 км². Основные реки — Орлик, Орлица, Цон.

## История
Район образован 30 июля 1928 года в составе Орловского округа Центрально-Чернозёмной области, назван в честь российского революционера М. С. Урицкого.
13 июня 1934 года после ликвидации Центрально-Чернозёмной области район вошёл в состав вновь образованной Курской области.
27 сентября 1937 года район вошёл в состав вновь образованной Орловской области.
С 1941 по 1943 год был оккупирован Третьим рейхом. За это время из имеющихся до войны 6 тысяч жилых домов уцелело лишь четверть.
В феврале 1963 года район был преобразован в Урицкий сельский район, в него также вошли территории упразднённых Хотынецкого, Шаблыкинского и Сосковского районов.
3 марта 1964 года из состава района выделен Шаблыкинский сельский район.
12 января 1965 года упразднено деление на сельские и промышленные районы.
23 августа 1985 года за счёт разукрупнения Урицкого района был восстановлен Сосковский район.

## Население
| 1943    | 1959    | 1970    | 1979    | 1989    | 2002    | 2009    | 2010    | 2012    |
| ------- | ------- | ------- | ------- | ------- | ------- | ------- | ------- | ------- |
| 25 364  | ↗28 959 | ↗40 866 | ↘31 908 | ↘19 082 | ↗20 224 | ↘19 768 | ↘18 666 | ↗18 704 |
| 2013    | 2014    | 2015    | 2016    | 2017    | 2018    | 2019    | 2020    | 2021    |
| ↗18 822 | ↗19 017 | ↗19 052 | ↗19 364 | ↗19 573 | ↗19 661 | ↘19 650 | ↘19 593 | ↘17 364 |
| 2023    |         |         |         |         |         |         |         |         |
| ↘17 312 |         |         |         |         |         |         |         |         |

### Урбанизация
В городских условиях (пгт Нарышкино) проживают 53,93 % населения района.

### Национальный состав
По итогам переписи населения 2020 года проживали следующие национальности (национальности менее 0,1 % и другое, см. в сноске к строке «Другие»):
| Национальность | Численность, чел. | Доля     |
| -------------- | ----------------- | -------- |
| Русские        | 15 648            | 90,12 %  |
| Армяне         | 139               | 0,80 %   |
| Азербайджанцы  | 131               | 0,75 %   |
| Украинцы       | 119               | 0,69 %   |
| Узбеки         | 81                | 0,47 %   |
| Таджики        | 65                | 0,37 %   |
| Белорусы       | 45                | 0,26 %   |
| Дунгане        | 26                | 0,15 %   |
| Молдаване      | 26                | 0,15 %   |
| Татары         | 21                | 0,12 %   |
| Киргизы        | 18                | 0,10 %   |
| Другие         | 1045              | 6,02 %   |
| Итого          | 17 364            | 100,00 % |

## Административно-муниципальное устройство
Урицкий район в рамках административно-территориального устройства включает 7 сельсоветов и 1 посёлок городского типа.
В рамках организации местного самоуправления на территории района созданы 8 муниципальных образований, в том числе 1 городское и 7 сельских поселений:
| № | Муниципальное образование         | Административный центр | Количество населённых пунктов | Население (чел.) | Площадь (км²) |
| - | --------------------------------- | ---------------------- | ----------------------------- | ---------------- | ------------- |
| 1 | городское поселение Нарышкино     | пгт Нарышкино          | 1                             | ↗9336            | 18,3          |
| 2 | Архангельское сельское поселение  | посёлок Совхозный      | 32                            | ↘1529            | 125,41        |
| 3 | Богдановское сельское поселение   | посёлок Гагаринский    | 19                            | ↘1239            | 92,5          |
| 4 | Бунинское сельское поселение      | село Бунино            | 11                            | ↘514             | 118,55        |
| 5 | Городищенское сельское поселение  | село Городище          | 20                            | ↘1320            | 145,56        |
| 6 | Котовское сельское поселение      | посёлок Заречный       | 26                            | ↘1205            | 125,41        |
| 7 | Луначарское сельское поселение    | посёлок Ясная Поляна   | 31                            | ↘1592            | 137,27        |
| 8 | Подзаваловское сельское поселение | село Подзавалово       | 13                            | ↗577             | 75,38         |

## Населённые пункты
В Урицком районе 153 населённых пункта.
| №   | Населённый пункт   | Тип     | Население | Муниципальное образование         |
| --- | ------------------ | ------- | --------- | --------------------------------- |
| 1   | Александровка      | деревня | 25        | Городищенское сельское поселение  |
| 2   | Александровка      | деревня |           | Подзаваловское сельское поселение |
| 3   | Алексеевка         | деревня | 52        | Городищенское сельское поселение  |
| 4   | Архангельское      | село    | 31        | Архангельское сельское поселение  |
| 5   | Афанасьевка        | деревня | 1         | Луначарское сельское поселение    |
| 6   | Ашихменка          | деревня | 0         | Луначарское сельское поселение    |
| 7   | Белолунино         | деревня | 26        | Городищенское сельское поселение  |
| 8   | Белый Колодец      | деревня | 48        | Луначарское сельское поселение    |
| 9   | Бибиково           | деревня | 47        | Подзаваловское сельское поселение |
| 10  | Бобраки            | деревня | 32        | Богдановское сельское поселение   |
| 11  | Богдановка         | деревня | ↘153      | Богдановское сельское поселение   |
| 12  | Богдановский       | посёлок | 1         | Богдановское сельское поселение   |
| 13  | Боёвка             | деревня | 35        | Богдановское сельское поселение   |
| 14  | Большевик          | посёлок | 19        | Котовское сельское поселение      |
| 15  | Большое Сотниково  | деревня | ↗471      | Котовское сельское поселение      |
| 16  | Борщёвка           | деревня | ↗113      | Городищенское сельское поселение  |
| 17  | Бунино             | деревня | 34        | Архангельское сельское поселение  |
| 18  | Бунино             | село    | ↘388      | Бунинское сельское поселение      |
| 19  | Бунинский          | посёлок | ↘380      | Архангельское сельское поселение  |
| 20  | Бутово             | деревня | 24        | Котовское сельское поселение      |
| 21  | Ванино             | деревня | 34        | Котовское сельское поселение      |
| 22  | Васильевка         | деревня | 44        | Котовское сельское поселение      |
| 23  | Верхняя Богдановка | деревня | 68        | Богдановское сельское поселение   |
| 24  | Володарский        | посёлок | 19        | Архангельское сельское поселение  |
| 25  | Воробьёвка         | деревня | 1         | Городищенское сельское поселение  |
| 26  | Воронцово          | посёлок | 11        | Котовское сельское поселение      |
| 27  | Восход             | посёлок | 7         | Котовское сельское поселение      |
| 28  | Гагаринский        | посёлок | ↗417      | Богдановское сельское поселение   |
| 29  | Галкино            | деревня | 4         | Архангельское сельское поселение  |
| 30  | Георгиевское       | село    | 21        | Богдановское сельское поселение   |
| 31  | Глазуново          | деревня | 4         | Бунинское сельское поселение      |
| 32  | Гнеушево           | деревня | 10        | Богдановское сельское поселение   |
| 33  | Головино           | деревня | 0         | Архангельское сельское поселение  |
| 34  | Городище           | село    | ↘685      | Городищенское сельское поселение  |
| 35  | Горяново           | деревня | 62        | Котовское сельское поселение      |
| 36  | Грачёвка           | деревня | 0         | Архангельское сельское поселение  |
| 37  | Григорово          | деревня | 0         | Богдановское сельское поселение   |
| 38  | Дашково            | село    | 63        | Луначарское сельское поселение    |
| 39  | Елагинские Дворы   | деревня | 14        | Бунинское сельское поселение      |
| 40  | Жиляево            | деревня | 6         | Архангельское сельское поселение  |
| 41  | Заветово           | деревня | 30        | Бунинское сельское поселение      |
| 42  | Зарёвка            | посёлок | 22        | Богдановское сельское поселение   |
| 43  | Заречный           | посёлок | ↗164      | Котовское сельское поселение      |
| 44  | Зелёный Куст       | посёлок | 29        | Луначарское сельское поселение    |
| 45  | Карелкино          | деревня | 28        | Городищенское сельское поселение  |
| 46  | Квасово            | деревня | 27        | Архангельское сельское поселение  |
| 47  | Колос              | посёлок | ↘95       | Луначарское сельское поселение    |
| 48  | Комаревец          | посёлок | 24        | Архангельское сельское поселение  |
| 49  | Кондрево           | деревня | 6         | Луначарское сельское поселение    |
| 50  | Кондревский        | посёлок | 1         | Луначарское сельское поселение    |
| 51  | Котово             | деревня | 45        | Котовское сельское поселение      |
| 52  | Кошелёво           | деревня | 45        | Архангельское сельское поселение  |
| 53  | Красная Звезда     | посёлок | 1         | Луначарское сельское поселение    |
| 54  | Красная Зорька     | посёлок | 5         | Луначарское сельское поселение    |
| 55  | Красная Нива       | посёлок | 24        | Подзаваловское сельское поселение |
| 56  | Красная Свобода    | посёлок | 28        | Подзаваловское сельское поселение |
| 57  | Краснознаменский   | посёлок | 5         | Архангельское сельское поселение  |
| 58  | Криволожка         | деревня | 22        | Городищенское сельское поселение  |
| 59  | Кривцово           | деревня | 0         | Архангельское сельское поселение  |
| 60  | Круглица           | деревня | 5         | Архангельское сельское поселение  |
| 61  | Кулига             | деревня | 1         | Котовское сельское поселение      |
| 62  | Курниково          | деревня | 8         | Архангельское сельское поселение  |
| 63  | Лебедёк            | посёлок | 9         | Городищенское сельское поселение  |
| 64  | Лебёдка            | деревня | 28        | Городищенское сельское поселение  |
| 65  | Леденский          | посёлок | 8         | Луначарское сельское поселение    |
| 66  | Ледно              | деревня | ↘251      | Луначарское сельское поселение    |
| 67  | Ленинский          | посёлок | 0         | Богдановское сельское поселение   |
| 68  | Лески              | деревня | ↘116      | Богдановское сельское поселение   |
| 69  | Лукино             | деревня | 10        | Архангельское сельское поселение  |
| 70  | Лукьянчиково       | деревня | 51        | Архангельское сельское поселение  |
| 71  | Луначары           | деревня | 46        | Луначарское сельское поселение    |
| 72  | Максимовский       | посёлок | ↘243      | Луначарское сельское поселение    |
| 73  | Малое Сотниково    | деревня | 0         | Котовское сельское поселение      |
| 74  | Мелынки            | деревня | 1         | Котовское сельское поселение      |
| 75  | Мерцалово          | деревня | 27        | Луначарское сельское поселение    |
| 76  | Мешково            | деревня | ↘111      | Городищенское сельское поселение  |
| 77  | Михайловка         | деревня | 5         | Луначарское сельское поселение    |
| 78  | Моргаевка          | деревня | 4         | Котовское сельское поселение      |
| 79  | Муравлёво          | село    | ↘268      | Городищенское сельское поселение  |
| 80  | Муратово           | деревня | 63        | Подзаваловское сельское поселение |
| 81  | Нарышкино          | пгт     | ↗9336     | городское поселение Нарышкино     |
| 82  | Наугорский         | посёлок | 0         | Котовское сельское поселение      |
| 83  | Новая Слобода      | посёлок | 1         | Городищенское сельское поселение  |
| 84  | Ново-Георгиевский  | посёлок | 10        | Луначарское сельское поселение    |
| 85  | Новолуние          | посёлок | 33        | Луначарское сельское поселение    |
| 86  | Ново-Марково       | деревня | 1         | Подзаваловское сельское поселение |
| 87  | Новосергиевский    | посёлок | 9         | Луначарское сельское поселение    |
| 88  | Оболёшево          | деревня | 51        | Городищенское сельское поселение  |
| 89  | Объединение        | посёлок | 19        | Луначарское сельское поселение    |
| 90  | Озерово            | деревня | 53        | Архангельское сельское поселение  |
| 91  | Орешок             | посёлок | 7         | Богдановское сельское поселение   |
| 92  | Останино           | хутор   | 11        | Богдановское сельское поселение   |
| 93  | Островна           | деревня | 16        | Луначарское сельское поселение    |
| 94  | Парамоново         | село    | ↘300      | Бунинское сельское поселение      |
| 95  | Пикалово           | деревня | 24        | Луначарское сельское поселение    |
| 96  | Победитель         | посёлок | 14        | Архангельское сельское поселение  |
| 97  | Погорелец          | деревня | 9         | Котовское сельское поселение      |
| 98  | Подзавалово        | село    | ↘412      | Подзаваловское сельское поселение |
| 99  | Постниково         | деревня | 16        | Подзаваловское сельское поселение |
| 100 | Пригожевский       | посёлок | 0         | Котовское сельское поселение      |
| 101 | Пробуждение        | посёлок | 15        | Котовское сельское поселение      |
| 102 | Провоторово        | деревня | 4         | Бунинское сельское поселение      |
| 103 | Прогресс           | посёлок | 0         | Луначарское сельское поселение    |
| 104 | Радомль            | деревня | 4         | Архангельское сельское поселение  |
| 105 | Рог                | деревня | 5         | Архангельское сельское поселение  |
| 106 | Савинки            | деревня | 1         | Архангельское сельское поселение  |
| 107 | Садовый            | посёлок | 44        | Луначарское сельское поселение    |
| 108 | Санатория          | посёлок | 9         | Городищенское сельское поселение  |
| 109 | Светлое Утро       | посёлок | 6         | Архангельское сельское поселение  |
| 110 | Себякино           | деревня | ↗277      | Луначарское сельское поселение    |
| 111 | Сеина              | хутор   | ↗307      | Богдановское сельское поселение   |
| 112 | Селихово           | деревня | ↘93       | Городищенское сельское поселение  |
| 113 | Сеножатное         | посёлок | 5         | Городищенское сельское поселение  |
| 114 | Сенькино           | деревня | 0         | Архангельское сельское поселение  |
| 115 | Сергиевское        | село    | 77        | Котовское сельское поселение      |
| 116 | Сидячее            | деревня | ↗116      | Городищенское сельское поселение  |
| 117 | Слободка           | деревня | 21        | Богдановское сельское поселение   |
| 118 | Советский          | посёлок | 16        | Котовское сельское поселение      |
| 119 | Советский          | посёлок | ↗93       | Луначарское сельское поселение    |
| 120 | Совхозный          | посёлок | ↘441      | Архангельское сельское поселение  |
| 121 | Солнцево           | деревня | 46        | Подзаваловское сельское поселение |
| 122 | Сопово             | деревня | 22        | Подзаваловское сельское поселение |
| 123 | Спесивцево         | деревня | 19        | Городищенское сельское поселение  |
| 124 | Старо-Марково      | деревня | 0         | Архангельское сельское поселение  |
| 125 | Талызино           | деревня | 41        | Подзаваловское сельское поселение |
| 126 | Теляково           | деревня | 6         | Архангельское сельское поселение  |
| 127 | Терехово           | деревня | 13        | Бунинское сельское поселение      |
| 128 | Тиньковские Дворы  | деревня | 1         | Бунинское сельское поселение      |
| 129 | Титово             | деревня | 34        | Котовское сельское поселение      |
| 130 | Титово-Матыка      | деревня | 58        | Котовское сельское поселение      |
| 131 | Тихий              | посёлок | 17        | Котовское сельское поселение      |
| 132 | Тулупово           | деревня | 9         | Подзаваловское сельское поселение |
| 133 | Ужаринка           | деревня | 11        | Богдановское сельское поселение   |
| 134 | Утинский           | посёлок | 6         | Луначарское сельское поселение    |
| 135 | Хмелевая           | деревня | 8         | Луначарское сельское поселение    |
| 136 | Холх               | деревня | 25        | Подзаваловское сельское поселение |
| 137 | Хорошилово         | деревня | ↘222      | Богдановское сельское поселение   |
| 138 | Челищевский        | посёлок | 7         | Городищенское сельское поселение  |
| 139 | Черногрязка        | деревня | 0         | Бунинское сельское поселение      |
| 140 | Чуркино            | деревня | 19        | Архангельское сельское поселение  |
| 141 | Шамордино          | деревня | 27        | Котовское сельское поселение      |
| 142 | Шахово             | деревня | 10        | Архангельское сельское поселение  |
| 143 | Шахово             | станция | 9         | Архангельское сельское поселение  |
| 144 | Шеньшино           | село    | 0         | Луначарское сельское поселение    |
| 145 | Шубино             | деревня | 5         | Бунинское сельское поселение      |
| 146 | Щелкановка         | деревня | 5         | Архангельское сельское поселение  |
| 147 | Щелкуново          | деревня | 17        | Котовское сельское поселение      |
| 148 | Юдины Дворы        | посёлок | 0         | Луначарское сельское поселение    |
| 149 | Юшино              | деревня | ↘372      | Архангельское сельское поселение  |
| 150 | Юшково             | деревня | 12        | Богдановское сельское поселение   |
| 151 | Юшково             | деревня | 6         | Бунинское сельское поселение      |
| 152 | Ясная Поляна       | посёлок |           | Котовское сельское поселение      |
| 153 | Ясная Поляна       | посёлок | ↘320      | Луначарское сельское поселение    |

## Транспорт
По территории района и через пгт Нарышкино проходит федеральная трасса Р120 между Орлом и Брянском.

## Достопримечательности
- Мемориал «Убитая деревня». Памятник на месте сожжённой 2 февраля 1942 года фашистскими карателями деревни Колпачки, расположенный в 15 км севернее Нарышкино. Был построен в 1990 году полностью на общественные средства, собранными за предшествующие два года.
- На территории района археологами обнаружено 2 городища, 3 селения, 2 поселения и одна «стоянка», относящихся к бронзовому веку.[28]